# Federazione di baseball e softball delle Isole Cook
La Federazione cookese di baseball e softball (eng. Baseball & Softball Cook Islands Association) è un'organizzazione fondata per governare la pratica del baseball e del softball nelle Isole Cook.
Organizza il campionato maschile e di softball femminile, e pone sotto la propria egida la nazionale maschile e di softball femminile.